# Slayers Special – The Book of Spells
Slayers Special – The Book of Spells (auch Slayers Special oder Slayers: The Book of Spells) ist die erste von zwei dreiteiligen OVAs zur Light-Novel-, Manga- und Anime-Serie „Slayers“ und reiht sich als ein Prequel, basierend auf den Slayers-Special-Büchern, in die Handlungsstruktur ein, welche die Vorgeschichte zur Protagonistin Lina Inverse beleuchten. In Deutschland erschien die OVA synchronisiert mit einigen Boni auf DVD. Produziert wurden die drei Teile durch Kadokawa Shoten und J.C.Staff.

## Handlung

### Episode 1
| Deutscher Titel: | Der furchterregende Kimera-Plan           |
| Originaltitel:   | 恐怖のリメラ計画, Kyōfu no Rimera Keikaku |

Lina wird vom Forscher Diol in sein Schloss eingeladen, wo er ihr vorschlägt, sie in eine Kimera zu verwandeln. Doch diese Vorstellung erfreut die Magierin keinesfalls. Als auch noch ihre neidische, dralle Freundin Naga auftaucht, die sich auf Diols Seite schlägt, zerstört Lina Diols Schloß.
Einen Monat überfällt eine Bande von Räubern Lina und Naga, scheitern allerdings, weil Lina sie mitsamt Naga in die Luft jagt. Als Lina dem letzten der Banditen hinterherjagt und dabei Naga zurücklässt, steht sie plötzlich Diol gegenüber. Der hat eine Reihe von Homunculus-Kopien von Naga erschaffen und will mit deren nervtötendem Gelächter Lina bezwingt. Diese bricht bewusstlos zusammen und wird in den Unterschlupf von Diol und dessen Partner Vista gebracht.
Naga sucht daraufhin ihre Freundin und trifft bald auf Diol und die von ihm angefertigten Homunculus-Kopien. Anders als Lina schafft sie es nicht nur, ihrer eigenen Lache zu widerstehen, sondern diese auch zu ihren Gunsten zu verwenden. Diol und sein Partner ergreifen daraufhin die Flucht, entkommen aber nicht ihrer gerechten Strafe durch Lina.

### Episode 2
| Deutscher Titel: | Jefferys Weg zum Ritter                     |
| Originaltitel:   | ジェフリー君の騎士道, Jefurī-kun no Kishidō |

Lina und Naga werden von Josephine beauftragt, ihrem Sohn zu helfen, dem schmächtigen, naiven und tollpatschigen Jeffrey. Dieser soll Ritter der königlichen Garde werden. Die drei begeben sich zu einem fingierten Überfall auf ein Banditenversteck, allerdings zeigt sich schnell, dass der angehende Ritter sich eher vor allem selbst im Weg steht. Immer wieder taucht Josephine auf, die als maskierte Passantin jeden kurz und klein schlägt, der schlecht über Jeffrey redet. Im Versteck stehen Lina, Naga und Jeffrey plötzlich echten Banditen gegenüber, denen die maskierte Josephine nichts entgegenzusetzen hat. Für Lina und Naga jedoch ist es ein Leichtes, sie zu besiegen.
Gemeinsam machen sich die drei schließlich auf, den Dark Knight Galdar anzugreifen, der das Land mit seinen Orks terrorisiert. Josephine besiegt den dunklen Ritter mit ihrer Kraft schnell und bringt ihn dazu, für ihren Sohn zu arbeiten. Nachdem die maskierte Passantin wieder verschwunden ist, führt Galdar Lina, Naga und Jeffrey zu Lord Goldias, seinem ehemaligen Herren. Dieser ist Jeffreys Vater und der Mann Josephines, die kurz darauf auftaucht, um ihn für sein langes Fernbleiben zu bestrafen.

### Episode 3
| Deutscher Titel: | Spieglein, Spieglein     |
| Originaltitel:   | 鏡よ鏡, Kagami yo Kagami |

Lina und Naga erhalten von der Magier-Vereinigung den Auftrag, den als ultimative Waffe geltenden Shadow-Reflektor zu finden und zu zerstören. Der Reflektor ist ein magischer Spiegel, der die Macht besitzt, ein genaues Ebenbild desjenigen zu erschaffen, der in ihn blickt. Dieses Ebenbild hat die Kräfte und Fähigkeiten des Originals, kehrt aber dessen Wesen in das Gegenteil um. Mittlerweile ist der Reflektor im Besitz des abtrünnigen Vizevorsitzenden der Magier-Vereinigung, Lagas, der alles daransetzt, um Lina und ihre Freundin aufzuhalten.
Die beiden finden ihn schließlich, sehen sich aber plötzlich mit ihren vom Reflektor geschaffenen Ebenbildern konfrontiert. Diese zeigen allerdings, dass der Reflektor ein Fehlschlag ist. Denn die Kopien sind aufgrund ihres Charakters nicht in der Lage zu kämpfen. Als Lagas dies beim Test an Lina und Naga einsehen muss, versucht er zu entkommen, wird aber von den beiden Magierinnen eingefangen. Anders als von Lina angenommen, verschwinden die Kopien jedoch nicht, als der Spiegel zerstört wird.

### Synchronisation
Die Synchronisation wurde im Auftrag von OVA Films in den Studios von Circle of Arts aufgenommen, unter der Synchronregie von Susanna Sandvoss.
Synchronsprecher
| Rolle                    | Japanischer Sprecher (Seiyū) | Deutscher Sprecher  |
| ------------------------ | ---------------------------- | ------------------- |
| Lina Inverse             | Megumi Hayashibara           | Shandra Schadt      |
| Naga, die weiße Schlange | Maria Kawamura               | Veronika Neugebauer |
| Diol                     | Takeshi Aono                 | Willi Röbke         |
| Galdar                   |                              | Thomas Rauscher     |
| Goldias                  |                              | Torsten Münchow     |
| Großer Räuber            |                              | Torsten Münchow     |
| Jeffrey                  | Akira Ishida                 | Florian Bauer       |
| Josephine                | Rihoko Yoshida               | Gisela Matt         |
| Lagan                    | Banjou Ginga                 | Thomas Rauscher     |
| Vista                    | Kaneto Shiozawa              | Alex Wangler        |

## Veröffentlichungen
Die einzelnen drei Episoden der OVA wurden in Japan ursprünglich auf insgesamt drei VHS-Kassetten vom 25. Juli 1996 bis 25. Mai 1997 erstveröffentlicht. Ins Englische übersetzt, erschienen die OVA dann ebenfalls durch ADV Films lizenziert auf zwei VHS-Kassetten mit den Titeln „Explosion Array“ und „Dragon Slave“, später auf DVD mit dem Titel „The Book of Spells“.
2004 erschien eine deutschsprachige Fassung bei OVA Films.